# Telecom Animation Film
Telecom Animation Film Co.,Ltd. (jap. テレコム・アニメーションフィルム) ist eine Tochtergesellschaft der Filmproduktionsgesellschaft TMS Entertainment, die 1975 gegründet wurde und sich mit der Planung und Produktion von TV- und Videoinhalten beschäftigt. Telecom Animation Film wurde mit dem Ziel gegründet, Animatoren auszubilden, deren Animationen auch außerhalb Japans Erfolg haben sollten.

## Produktionen

### Fernsehserien
- 2002: Patapata Hikōsen no Bōken
- 2003: Mujin Wakusei Survive
- 2004: Futakoi
- 2007: Moyashimon
- 2008: Nijū Mensō no Musume
- 2010: Hime Chen! Otogi Chikku Idol Lilpri
- 2012: Moyashimon Returns
- 2014: Francesca
- 2014: Sengoku Basara: Judge End
- 2015: Lupin Sansei
- 2016: Orange
- 2016: Phantasy Star Online 2: The Animation
- 2017: Chain Chronicle – The Light of Haecceita
- 2018: Lupin III Part 5

### Weitere Anime-Produktionen
- 2016: Chain Chronicle – The Light of Haecceita (Film)
- 2017: Baki-dō (OVA)